# Lee Petty

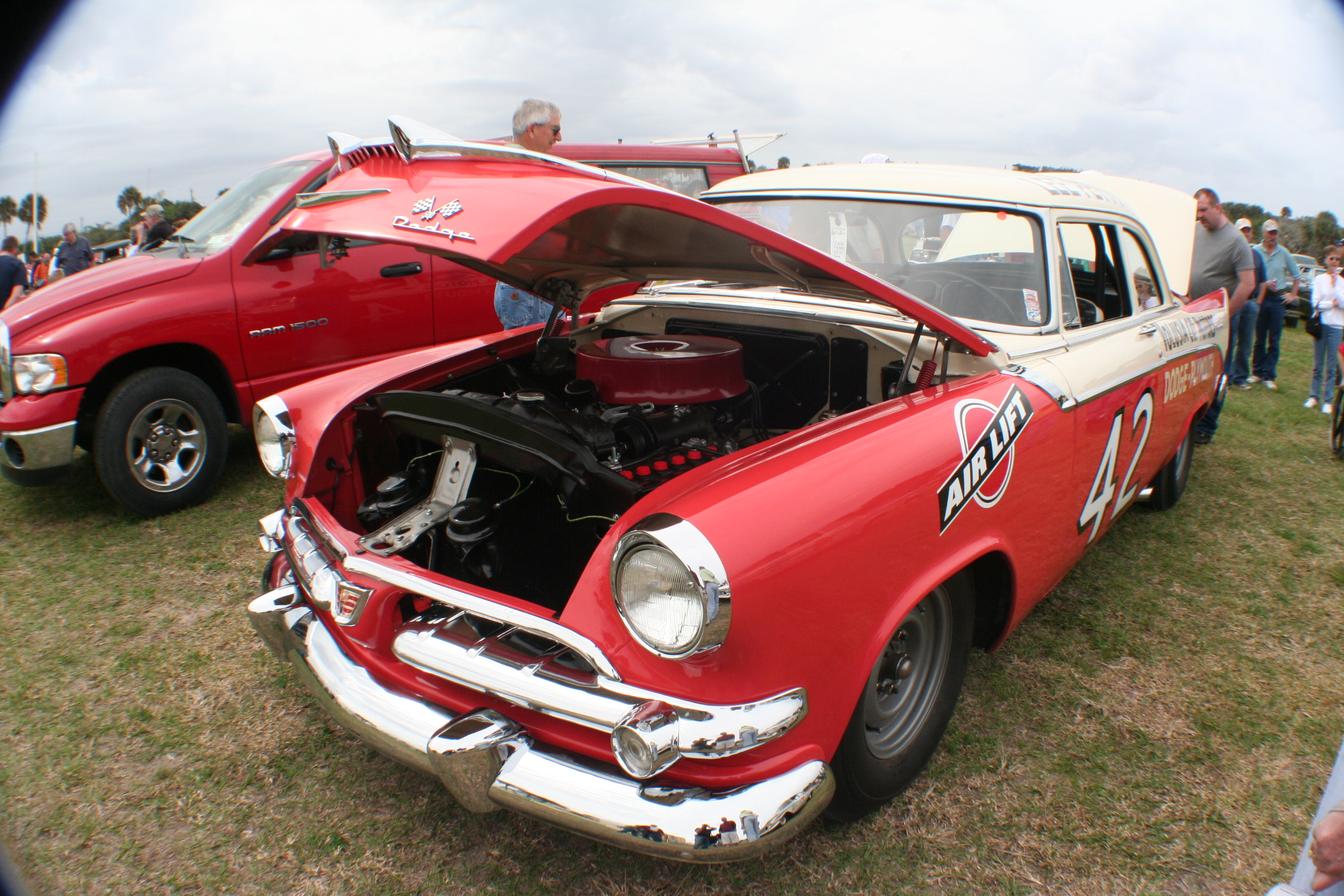
Dodge Coronet número 42 de Lee Petty

Lee Arnold Petty (Randleman, Carolina del Norte, Estados Unidos, 14 de marzo de 1914-5 de abril de 2000) fue un piloto de automovilismo de velocidad estadounidense. Fue tres veces campeón de la NASCAR Grand National Series en 1954, 1958 y 1959, subcampeón en 1949 y 1953, tercero en 1950, 1952 y 1955, cuarto en 1951, 1956 y 1957, y sexto en 1960.
Petty ganó 54 carreras de 427 disputadas en la categoría, situándose décimo en el historial y tercero en la era antigua. Se destacan su triunfo en la carrera principal en el circuito playero de Daytona de 1954, así como el logrado en las 500 Millas de Daytona de 1959 en la inauguración del Daytona International Speedway, que definió ante Johnny Beauchamp por su llegada a la línea de meta o foto finish. Petty chocó con Beauchamp en una carrera clasificatoria de las 500 Millas de Daytona de 1961, lo que requirió cuatro meses de internación para recuperarse. Volvió a las pistas al año siguiente, y disputó seis carreras hasta su retiro en 1964.
Toda su carrera, Petty compitió con equipo propio, Petty Enterprises. Utilizó casi siempre el número 42 y modelos del grupo Chrysler (Chrysler, Dodge y Plymouth), aunque también corrió para la marca Oldsmobile varias temporadas y pilotó automóviles de Ford y Lincoln en ocasiones puntuales. Sus hijos Richard Petty y Maurice Petty compitieron también en su equipo, además de participar en otras tareas; Richard fue siete veces campeón de la NASCAR Grand National Series (luego renombrada NASCAR Cup Series). Su nieto Kyle Petty y su bisnieto Adam Petty también compitieron en la NASCAR.